# Lothar Howald
Lothar Howald (* 7. März 1915 in Nürnberg; † 22. August 1978 in Berlin) war ein deutscher Maler.

## Leben und Werk
Zu Howalds Vita gibt es kaum Informationen. Er studierte an den Kunstakademien in München und Berlin und arbeitete, unterbrochen durch die Teilnahme am Zweiten Weltkrieg, als freischaffender Künstler.
In der DDR war er Mitglied des Verbands Bildender Künstler der DDR. Er lebte in Berlin und war 1953 mit dem Ölgemälde Baustelle Weberwiese (21,5 × 26,7 cm) auf der Dritten Deutsche Kunstausstellung in Dresden vertreten.

## Weitere Werke
- Museumsinsel (1948, Öl, ca. 120 × 168 cm)[2]
- Die Altstadt von Köpenick (Öl, 50 × 70 cm)[3]
- Umgestaltung des Thälmann-Platzes (Öl, 45 × 55 cm; Kunstsammlung der Wismut GmbH, Chemnitz)[4]
- Bewaldete Uferlandschaft (1950er Jahre, Öl, 50 × 60 cm)[5]